# Бечва (река)
Бечва (чеш. Bečva) — река в Чехии (Злинский край и Оломоуцкий край), левый приток Моравы.

Бечва с истоками на карте Чехии

Длина реки — 62 км (со Всетинской Бечвой — 122 км), площадь бассейна — 1626 км². Средний расход воды у устья — 17,5 м³/с.
Бечва образуется слиянием речек Рожновская Бечва и Всетинская Бечва в Злинском крае, далее протекает по Оломоуцкому краю, где впадает слева в Мораву.
Ранее Бечва с притоками служили транспортным маршрутом для доставки древесины к Мораве. В 1930-е гг. для защиты от наводнений на Рожновской и Всетинской Бечвах были построены шлюзы. Тем не менее в 1997 году наводнение нанесло ущерб.
В планах река может стать частью системы проектируемого канала Дунай — Одра.
Крупнейшие населённые пункты — курорт Теплице-над-Бечвой и Пршеров.